# 13499 Steinberg
13499 Steinberg è un asteroide della fascia principale esterna. Scoperto nel 1986, presenta un'orbita caratterizzata da un semiasse maggiore pari a 3,216188 UA e da un'eccentricità di 0,188639, inclinata di 1,920833° rispetto all'eclittica. Ha un diametro di 9,366 km e un'albedo di 0,080.
Fa parte della famiglia di asteroidi Themis.